# Terrorisme en France en 2021
Pour un article plus général, voir Chronologie des actes terroristes en France.
Cette page présente une chronologie des actes de terrorisme ou projets d'attentats en France durant l'année 2021 ainsi que des principaux événements en relation avec des attentats des années précédentes.

## Attentats
| Date        | Lieu                   | Nombre de morts   | Nombre de blessés | Description |
| ----------- | ---------------------- | ----------------- | ----------------- | --- |
| 23 avril    | Rambouillet (Yvelines) | 2 (dont l'auteur) | 0                 | Un homme agresse mortellement à la gorge, avec un couteau, une fonctionnaire administrative du commissariat de Rambouillet dans le sas d'entrée de celui-ci. Il est abattu immédiatement après par un brigadier. L'assaillant de 36 ans, Jamel Gorchene, de nationalité tunisienne, n'était pas connu des services de police,. |
| 20 décembre | Folelli (Haute-Corse)  | 0                 | 0                 | Dans la nuit du 20 au 21 décembre, l'agence bancaire du Crédit agricole de Folelli a été endommagée par un incendie. Deux bouteilles de gaz non explosées ont été retrouvées sur place. Des tags "FLNC" ont été inscrit sur la façade, l'attaque a depuis été revendiquée par le groupe. Le PNAT s'est saisi du dossier pour "tentative de destruction par moyen dangereux en relation avec une entreprise terroriste" et "participation à une association de malfaiteurs en vue de la préparation d'actes de terrorisme",. |

## Tentatives et suspicions d'attentats déjouées
| Date          | Lieu                                               | Description |
| ------------- | -------------------------------------------------- | --- |
| 5 janvier     | Vienne (Isère)                                     | Une opération anti-terroriste a lieu à la demande du PNAT de Paris dans le cadre d'une enquête préliminaire pour association de malfaiteurs terroriste, en relation avec une suspicion de départ en Syrie. Une femme d'une trentaine d'années est interpellée, ainsi qu'un homme de 33 ans en possession d'armes et de munitions. |
| 10 mars       | Mantes-la-Jolie (Yvelines)                         | Âgé de 17 ans, domicilié à Avion (Pas-de-Calais) mais interpellé chez sa mère à Mantes-la-Jolie, le suspect menait une recherche active pour s'attaquer aux forces armées françaises. |
| 10 mars       | Marseille (Bouches-du-Rhône)                       | Âgé de 18 ans, en contact avec des djihadistes en zone de guerre, il envisageait une action violente en France. Lors de son arrestation, une abondante documentation de propagande terroriste est retrouvée à son domicile. |
| 4 avril       | Béziers (Hérault)                                  | Une jeune fille âgée de 18 ans à 1 h 15, avec quatre autres membres de sa famille qui seront mis hors de cause. En contact avec des djihadistes en zone de guerre, Leila B. est soupçonnée d'avoir voulu commettre un attentat contre une église de Béziers et préparait des explosifs. Fascinée par le morbide et les tueries, intéressée tant par le djihadisme que par le nazisme, elle est mise en examen le 8 avril,. |
| 27 avril      | Bas-Rhin et Puy-de-Dôme                            | Sous une saisie du PNAT, une trentaine d'hommes de la DGSI et du RAID ont interpellé 8 personnes, appartenant à la communauté tchétchène. Ils sont suspectés de financement du terrorisme et de filiale de départ vers des zones djihadistes. |
| 4 mai         | Doubs et Bas-Rhin                                  | Six membres (quatre hommes et deux femmes âges de 29 à 56 ans) d'un groupe néonazi nommé « Honneur et nation » sont arrêtés dans le Doubs et le Bas-Rhin, car ils sont soupçonnés de préparer un attentat contre une loge maçonnique, le ministère de la Santé ou des antennes 5G. Le 7 mai, trois sont présentés à un juge d'instruction pour préparer leur mise en examen pour association de malfaiteurs terroriste criminelle, et les trois autres sont relâchés sans poursuite. |
| 26 mai        | Strasbourg et Schiltigheim (Bas-Rhin)              | Quatre personnes sont arrêtées par la DGSI sous l'égide du PNAT. Issue de la communauté tchétchène, ils sont soupçonnés de préparer une action violente terroriste sur le sol français. |
| 8 juin        | Wissembourg et Strasbourg (Bas-Rhin) et en Gironde | Une opération antiterroriste s'est déroulée le 8 juin sous l'autorité de la DGSI avec l'appui du RAID. Cinq personnes ont été interpellées dans l'entourage de Foued Mohamed-Aggad, l'un des assassins du Bataclan dans le Bas-Rhin, et une sixième personne en Gironde, pour financement du terrorisme. |
| 26 août       | Rouffach (Haut-Rhin)                               | Un homme de 26 ans, présentant des troubles psychiatriques, est interpellé chez ses parents par la police nationale. Quatre bombes artisanales radioactives, dont trois « en état de marche », « de l’Dioxyde d'uranium en poudre » et « une pierre minérale radioactive qui irradie à 2 500 becquerels », sont retrouvées, ce qui oblige la Cellule mobile d’intervention radiologique des pompiers à venir aider les démineurs de la sécurité civile à les neutraliser. Des croix gammées et des cagoules du Ku Klux Klan sont également retrouvées. Il a été interpellé après avoir montré à des camarades d'un centre de formation des vidéos de fabrication d'explosif en se vantant de vouloir viser des établissements publics. |
| 1er septembre | Île-de-France                                      | Un individu fiché S, tente de se faire livrer depuis les États-Unis une kalachnikov. Il est interpellé, puis mis en examen pour « association de malfaiteurs terroriste criminelle » par le PNAT. |
| fin septembre | Le Havre                                           | Un homme de 19 ans est interpellé par la DGSI, il est soupçonné de préparer une tuerie de masse dans son ancien lycée et dans une mosquée. Un fusil de chasse et une vingtaine de couteaux sont saisis chez lui. L'individu vouait une fascination pour le nazisme et Adolf Hitler. La date prévue pour son projet était d'ailleurs le 20 avril, anniversaire du dictateur, et aussi quelques jours avant le second tour de la présidentielle 2022. Il admirait également le terroriste Anders Breivik et tenait des propos racistes et suprémacistes,. |
| 8 octobre     | Paris                                              | Quatre individus sont mis en examen sur demande d'un juge antiterroriste pour des projets d'attaques contre des centres de vaccination contre la Covid-19. Deux d'entre eux sont d'anciens militaires. Ces personnes ont été arrêtées dans les suites de l'enquête sur le groupuscule terroriste d'extrême droite et complotiste « Honneur et nation » et l'enquête contre Rémy Daillet-Wiedemann, qui est lui mis en examen le 22 octobre pour « association de malfaiteurs terroriste criminelle » après présentation à un juge d'instruction antiterroriste,. |
| 16 novembre   | Tarn-et-Garonne et Gironde                         | Deux militants d'extrême droite, appartenant à la mouvance suprématiste blanche et accélérationniste (voulant précipiter une guerre civile fantasmée), sont arrêtés par la DGSI. Ils préparaient des actions violentes via une messagerie cryptée, une dizaine d'armes ont été retrouvées. |
| 20 novembre   | Eure                                               | À la suite d'une tentative de deux hommes, dont un militaire en activité, d'échapper à un contrôle douanier, des investigations menées au domicile de l'un d'eux mènent à la découverte de 130 armes diverses (fusils d'assaut, fusils à pompe et armes de poing), des grenades, et 200 kg de munitions. La perquisition met aussi en avant des « éléments de propagande liée à l’extrême droite, des écussons, des affiches, de la documentation néonazie typique »,. |
| 8 décembre    | Meaux (Seine-et-Marne) et au Pecq (Yvelines)       | Deux hommes de 23 ans soupçonnés de préparer une attaque au couteau sont arrêtés par la DGSI, puis mis en examen pour « association de malfaiteurs terroriste criminelle » et placés en détention provisoire. Inspirés par l'État islamique, de la documentation djihadiste en lien avec l'organisation terroriste a été trouvé lors des perquisitions. |
| 17 décembre   |                                                    | Un homme soupçonné d'être le chef du groupe d'extrême droite Vengeance patriote est arrêté. Le PNAT a ouvert une information judiciaire pour « association de malfaiteurs terroriste » criminelle, « provocation par moyen de communication en ligne à un acte de terrorisme », « apologie publique d'actes de terrorisme » et « détention non-autorisée d'armes et de munitions de catégorie B en récidive ». |

## Procès
- 27 novembre 2020 au 4 février 2021 : au tribunal d'Anvers en Belgique, procès de plusieurs Iraniens dont l'ancien diplomate à l'ambassade d'Iran à Vienne Assadollah Assadi, qui avaient préparé un attentat à la bombe contre un rassemblement en France d'opposants au régime iranien, le Conseil national de la résistance iranienne, pour le 30 juin 2018 à Villepinte. Les arrestations avaient eu lieu en France, Belgique et Allemagne. Le 4 février 2021, Assadi est condamné à 20 ans de prison. Trois complices belges d'origine iranienne sont également condamnés à des peines allant de 15 à 18 ans de prison, ainsi qu'à la déchéance de leur nationalité belge[25]. Le 5 mai 2021, le parquet fédéral belge se désiste de l'appel d'Assadi, ce qui le condamne définitivement aux 20 ans de prison[26].
- 8 mars : début du procès des sept accusés (dont trois ont déjà été condamnés pour terrorisme) de la « cellule d'Argenteuil » formée autour de Reda Kriket, arrêté le 24 mars 2016[27].
- 9 avril : les cinq magistrats professionnels de la cour d’assises spéciale de Paris condamnent à la même peine de 24 ans de réclusion Réda Kriket, Anis Bahri et Abderrahmane Ameuroud, suspects principaux de l'attentat déjoué avant l'Euro 2016. La cour d'assises  a acquitté deux autres suspects et ordonné leur remise en liberté, alors que deux autres sont condamnés à huit et douze ans de prison[28].
- 7 juin : dans le procès en appel de l'attentat manqué de Notre-Dame de Paris Inès Madani est condamnée par la cour d'assises spéciale d'appel à trente ans de réclusion criminelle avec une période de sûreté des deux tiers[29] conformément aux réquisitions du parquet. Mohamed Lamine Aberouz est quant à lui condamnée à cinq ans d'emprisonnement pour « non-dénonciation de crime terroriste »[29].
- 17 juin : lors du procès de l’assassinat en 2017 du policier Xavier Jugelé sur l'avenue des Champs-Élysées, le principal accusé (l'assassin ayant été abattu) est condamné à 10 ans de prison avec une période de sûreté des deux tiers par la cour d’assises spéciale de Paris, qui a écarté la qualification terroriste. Deux autres de la vente d'arme au meurtrier écopent de 6 ans et 5 ans d’emprisonnement[30].
- 21 juin : ouverture du procès l'attaque contre des militaires au Carrousel du Louvre commis le 3 février 2017[31].
- 8 septembre : ouverture du procès des attentats du 13 novembre 2015[32].
- 13 septembre : ouverture du procès en appel de Tyler Vilus, cadre du groupe État islamique en Syrie, condamné en première instance en juillet 2020 à trente ans de réclusion criminelle[33]. Le 21 septembre, il est condamné à perpétuité avec la peine de sécurité maximale de 22 ans[34].
- 23 septembre : le terroriste Ilich Ramírez Sánchez, dit Carlos, est condamné à perpétuité pour l'attentat du drugstore Publicis (commis en 1974). La cour d'assises spéciale ne statuait que sur la durée de la peine et a confirmé la condamnation à la prison à vie, déjà prononcée à deux reprises à l'encontre de Carlos dans ce dossier à la demande de la Cour de cassation qui avait ordonné en novembre 2019 un troisième procès, portant uniquement sur le quantum de la peine[35].
- 12 octobre : Logan Nisin, le fondateur du groupuscule terroriste d'extrême droite OAS (Organisation des armées sociales, en hommage au groupe OAS des années 60) est condamné à neuf ans d'emprisonnement. Dans ce dossier, cinq autres personnes sont condamnées à des peines allant jusqu'à neuf ans de prison[36].

## Mémoire et aide aux victimes
- 11 mai : le président de la République annonce la création d'un musée-mémorial du terrorisme à Suresnes (Hauts-de-Seine), à proximité du Mémorial de la France combattante, dont la première pierre serait posée en mars 2022 pour une ouverture à l'horizon 2027[37].